# Мартезана (парк)
Парк Мартезана (Parco Martesana) знаходиться в Мілані (Італія), район Ґорла, вздовж каналу Мартезана.
Домінує серед дерев робінія, є 3 види клену (американський, сріблястий, звичайний), явір, граб, дуб звичайний, червоний дуб, в'яз і липа серцелиста.
На Мартезані рибалки часто проводять свої змагання. На протилежному березі по вул. Stamira d'Ancona в 2010 році закінчилися реставраційні роботи неоготичної Вілли Анжеліки, екс-офісу канотьєрів Ґорли. У центрі парку розташований великий амфітеатр з багатоцільовим соціо-культурним центром, поруч великий ігровий майданчик; є спеціально відведені ділянки для собак, розташовані по периметру парку.

## Історія
Парк було створено в 1978 році, хоча ще в 1953 р. в генеральному плані міста ділянка була зазначена як «зелена площа». Тут проходить велосипедна доріжка (довж. 30 км): вздовж каналу Мартезана від Cassina de' pomm до Cassano d'Adda. 15 травня 2006 р. парк було перейменовано на честь іракських мучеників свободи — жертв тероризму (Parco Martiri della Libertà Iracheni Vittime del Terrorismo).

## Галерея

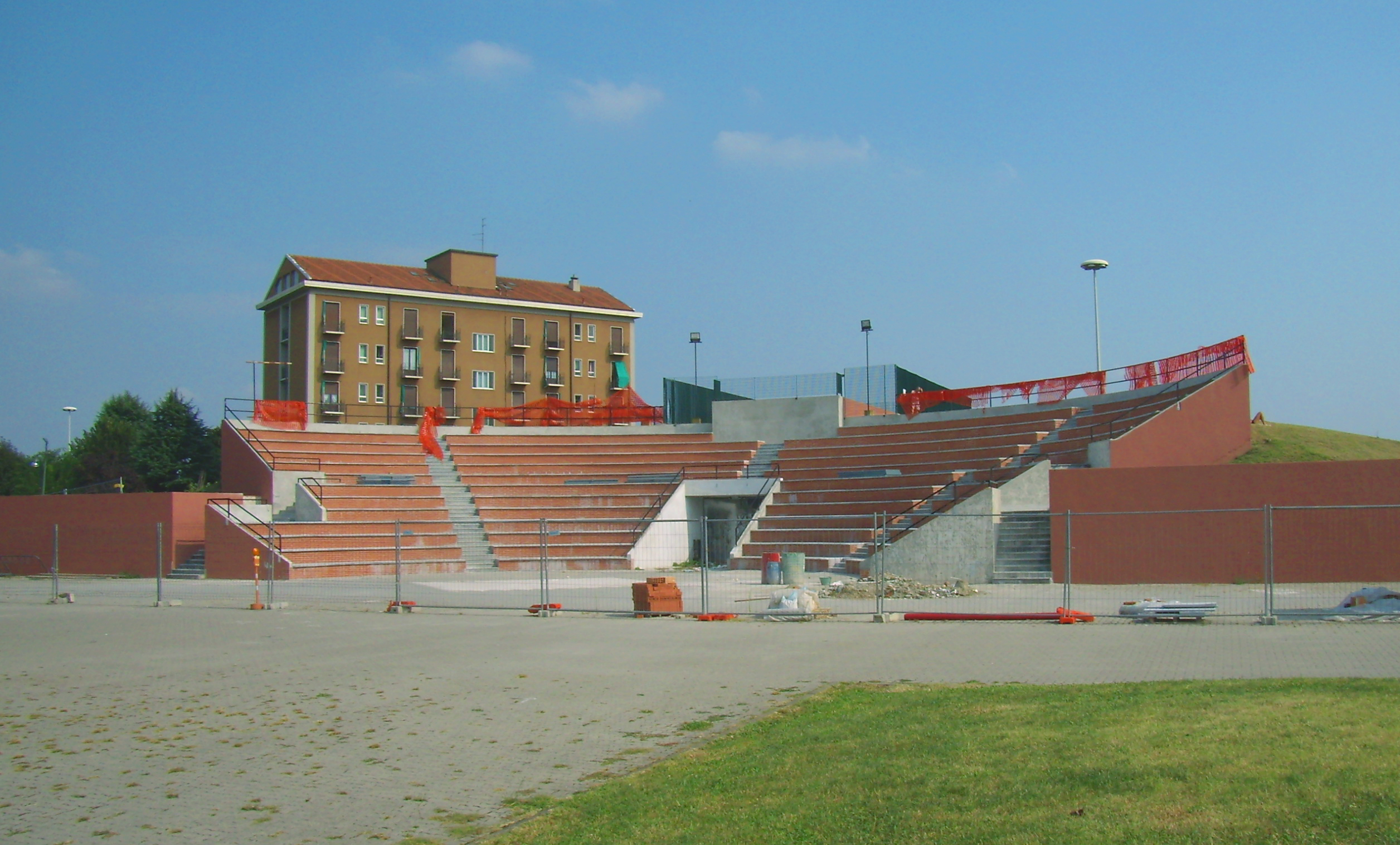
Амфітеатр в парку Мартесана
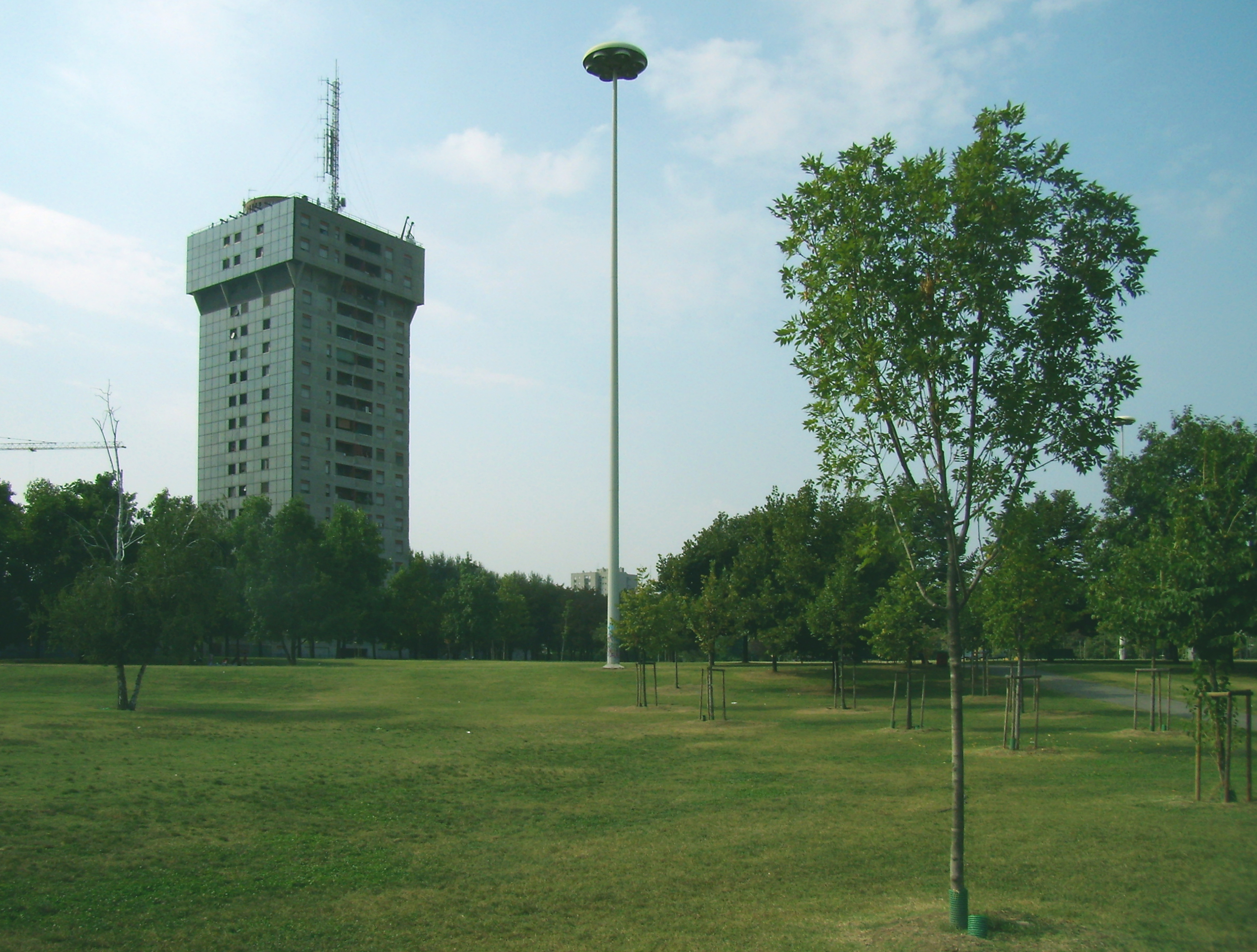
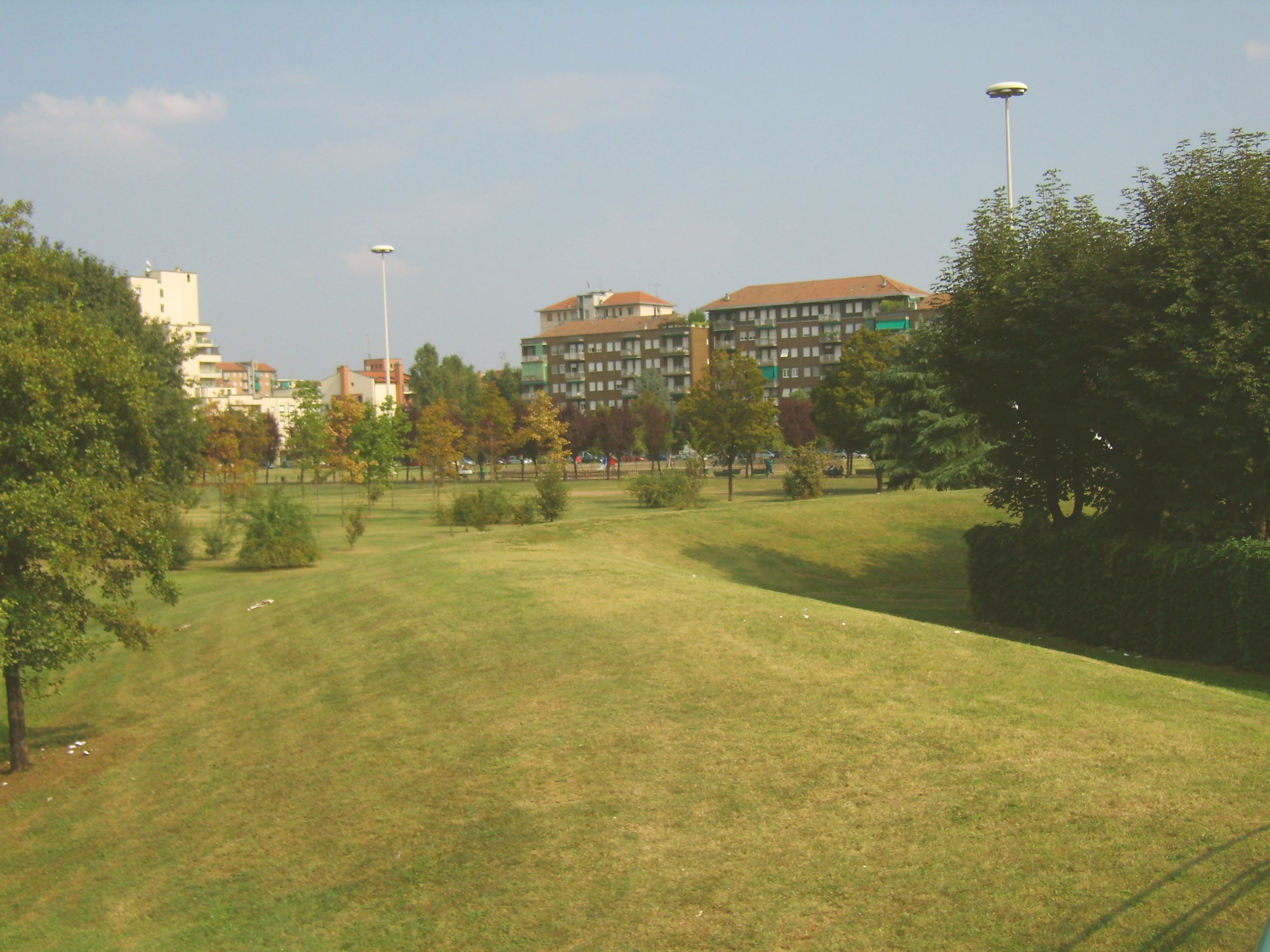

## Лінки
- сайт комуни Мілану [Архівовано 2 квітня 2015 у Wayback Machine.]
- https://web.archive.org/web/20101218194159/http://naviglilombardi.it/Articoli/TERRITORIO/594-Il-Naviglio-Martesana.asp
- http://www.bicimilano.it/percort_02.htm [Архівовано 20 серпня 2011 у Wayback Machine.]
- http://pioltello.wordpress.com/2010/05/08/verso-il-parco-delle-martesana/ [Архівовано 28 листопада 2012 у Wayback Machine.]
- http://ricerca.repubblica.it/repubblica/archivio/repubblica/2010/09/29/nel-parco-della-martesana-un-anfiteatro-per.html